# 1938년 미국 하원의원 선거
1938년 미국 하원의원 선거는 1938년 11월 8일에 치러진 미국 하원의원 선거다.

## 선거 결과

### 정당별 선거 결과
의석수
| 정당                | 의석수 |
| ------------------- | ------ |
| 민주당              | 262석  |
| 공화당              | 169석  |
| 위스콘신 진보당     | 2석    |
| 미네소타 농민노동당 | 1석    |
| 미국노동당          | 1석    |
| 합계                | 435석  |